# キャッツテール

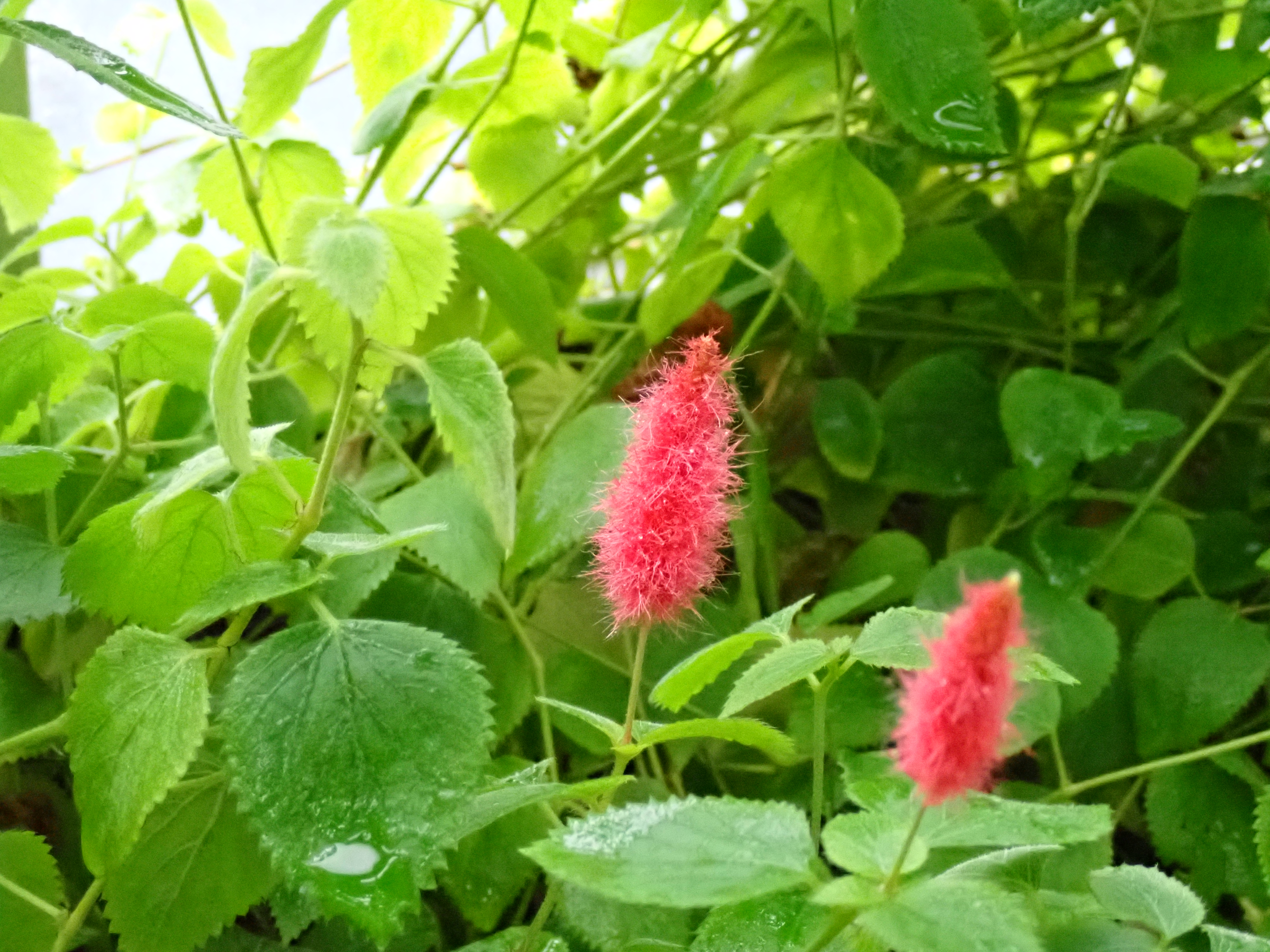
キャッツテール（2024年11月 名古屋市 東山動植物園）

キャッツテール（キャットテールとも呼称、学名：Acalypha chamaedrifolia）はトウダイグサ科エノキグサ属の常緑多年草。

## 特徴
同属の木本種ベニヒモノキと比べて全体的に小型の草本。雌雄同株。葉は卵形から円形、葉縁は鋸歯縁で互生する。名前の通りネコの尾やエノコログサの穂の形によく似た、長さ数cmほどの赤い穂の花序を枝先につける。花弁は無く、萼と雄しべがある。

## 分布と生育環境、利用
西インド諸島原産。鉢植えやハンギングで鑑賞する。温度があれば四季咲きとなるが、高温時は退色しやすい。いくつかの品種がある。育てやすく草丈も低いので、寄せ植えや吊り鉢に向く。枝が伸びてきたら適宜刈り込む。挿し木で繁殖可能。